# Emmy Rossum
Emmanuelle Grey "Emmy" Rossum (New York, 12. rujna 1986.) američka je filmska glumica.
Najpoznatija je po ulozi Fione Gallagher u televizijskoj seriji Besramnici (2011. – 2019.). Od sredine 2010-ih također je režirala i producirala televiziju, uključujući Peacock seriju Angelyne iz 2022. u kojoj također glumi.
Rođena i odrasla u New Yorku, počela je profesionalno nastupati kao dijete s Metropolitan operom. Rane uloge na ekranu su bile Genius (1999), Songcatcher (2000), Passionada (2002) i Nola (2003). Sa šesnaest je izabrana za svoju revolucionarnu ulogu u filmu Mystic River (2003). Rossum je glumila u znanstveno-fantastičnom filmu Dan poslje sutra iz 2004., a također je dobila pohvale kritičara za svoju izvedbu u glavnoj ulozi Christine Daaé u filmskoj adaptaciji Fantoma opere (2004.). Također je poznata po glumi u filmovima Poseidon (2006), Dragonball: Evolution (2009), Inside (2011), Beautiful Creatures (2013), Comet (2014), You're Not You (2014) i Cold Pursuit (2019).
Godine 2007. Rossum je izdala svoj debitantski album, Inside Out. Iste je godine izdala i božićni EP pod nazivom Carol of the Bells. Godine 2013. izdala je naredni album pod nazivom Sentimental Journey.

## Filmografija

### Film
| Godina | Naslov                      | Uloga                      | Bilješke             |
| ------ | --------------------------- | -------------------------- | -------------------- |
| 2000.  | Songcatcher                 | Deladis Slocumb            |                      |
| 2000.  | It Had To Be You            |                            |                      |
| 2001.  | An American Rhapsody        | Sheila- 15                 |                      |
| 2001.  | Happy Now?                  | Nicky Trent / Jenny Thomas |                      |
| 2002.  | Passionada                  | Vicky Amonte               |                      |
| 2003.  | Nola                        | Nola                       |                      |
| 2003.  | Mystic River                | Katie Markum               |                      |
| 2004.  | Dan poslje sutra            | Laura Chapman              |                      |
| 2004.  | Fantom Opere                | Christine Daaé             |                      |
| 2006.  | Poseidon                    | Jennifer Ramsey            |                      |
| 2009.  | Dragonball Evolution        | Bulma                      |                      |
| 2009.  | Dare                        | Alexa Walker               |                      |
| 2011.  | Inside                      | Christina Perasso          |                      |
| 2013.  | Beautiful Creatures         | Ridley Duchannes           |                      |
| 2014.  | Before I Disappear          | Maggie                     |                      |
| 2014.  | Comet                       | Kimberly                   | izvršna producentica |
| 2014.  | You're Not You              | Bec                        |                      |
| 2018.  | A Futile and Stupid Gesture | Kathryn Walker             |                      |
| 2018.  | That's Harassment           | novinarka                  | kratki film          |
| 2019.  | Cold Pursuit                | Kim Dash                   |                      |

## Vanjske poveznice
- Službena stranica
- Emmy Rossum u internetskoj bazi filmova IMDb-u (engl.)